# معاهده الیوا
پیمان یا صلح اُلیوا (۲۳ مارس ۱۶۶۰) (به لهستانی: Pokój Oliwski) سوئدی: Freden i Oliva آلمانی: Vertrag von Oliva) یکی از معاهدات صلح پایان دهنده دومین جنگ شمالی (۱۶۵۵–۱۶۶۰) بود. این پیمان، اختلافات سرزمینی میان امپراتوری سوئد و مشترک‌المنافع لهستان–لیتوانی که به همراه فرانسه در جنگ سی ساله در برابر امپراتوری مقدس روم (آلمان) می‌جنگیدند را برطرف کرد. مازارن، صدراعظم ایتالیایی فرانسه که از حمایت انگلستان و هلند نیز برخوردار بود در جریان این حکمیت، دست داشت و به این ترتیب، ایالت مارگراف‌نشین براندنبورگ با عنوان دولت مستقل براندنبورگ-پروس شناخته شد.
پیمان اُلیوا، در کنار معاهده وستفالی و معاهدات پیرنه و کپنهاگ، از عوامل تبدیل فرانسه به قدرت اصلی در قاره اروپا بود.

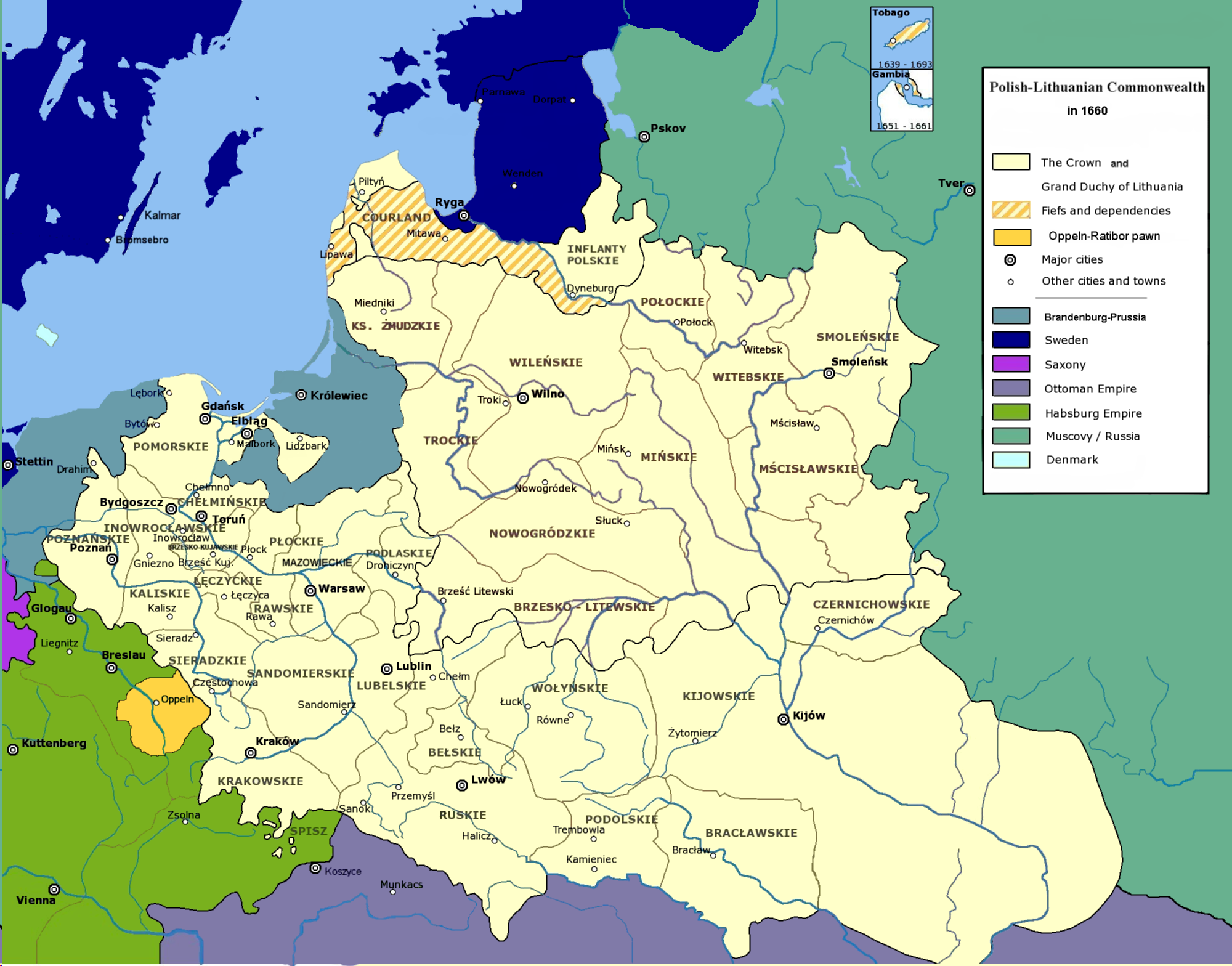
Legal boundaries of Polish-Lithuanian Commonwealth in 1660

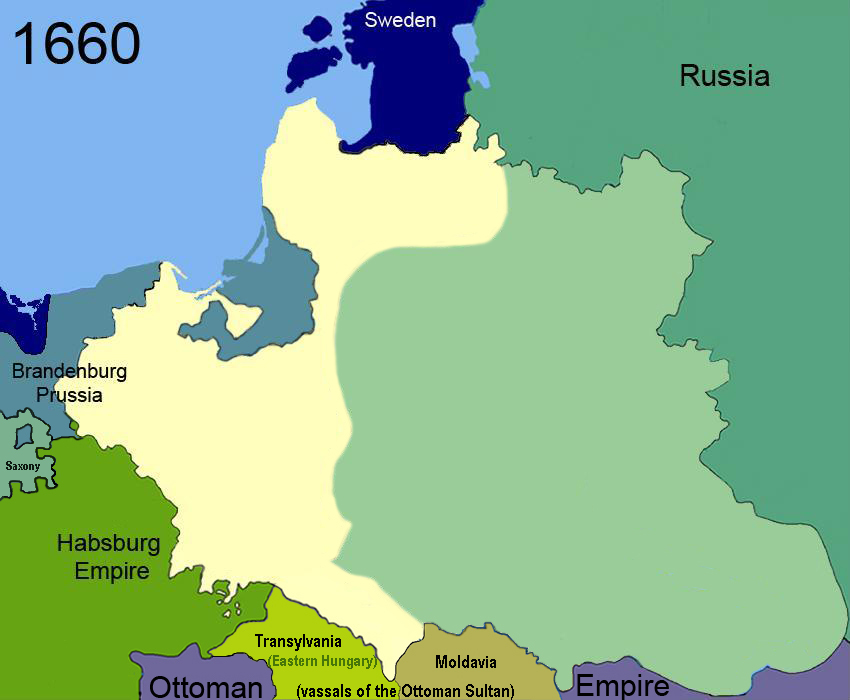
Poland at the time of the treaty of 1660 (significant territories occupied by Russia during the Russo-Polish War (1654–1667)